# Boogie Boys
O Boogie Boys foi um grupo americano de hip hop originário do Harlem, Nova Iorque.
Foi o primeiro grupo de hip hop a assinar com a Capitol Records. Conseguiu sucesso com o single de 1985 "A Fly Girl" e três álbuns de sucesso.
Em 1988, Rudy Sheriff deixou o grupo, que logo em seguida se desfez. Em 9 de outubro de 2001, William "Boogie Knight" Stroman faleceu.
O grupo foi um dos primeiros em usar samples usando Synclavier, Fairlight, Emulator e Synergy.

## Membros
- William "Boogie Knight" Stroman (falecido)
- Joe "Romeo J.D." Malloy
- Rudy "Lil' Rahiem" Sheriff

## Discografia

### Álbuns
| Ano  | Título                   | Gravadora           | US R&B/HH | US  |
| ---- | ------------------------ | ------------------- | --------- | --- |
| 1985 | City Life                | Capitol/EMI Records | 10        | 56  |
| 1986 | Survival of the Freshest | Capitol/EMI Records | 27        | 124 |
| 1988 | Romeo Knight             | Capitol/EMI Records | 46        | 117 |

### Singles que entraram nas paradas
- "You Ain't Fresh (High Noon Mix)" (1985) US R&B #60[4]
- "A Fly Girl" (1985) US R&B #6[4]
- "Girl Talk" (1986) US R&B #62[3]